# リクロー
リクロー株式会社は、大阪府大阪市中央区の難波に本社を置く洋菓子の製造販売会社である。
『りくろーおじさんの店』という名称で大阪市内に複数の店舗を展開し、菓子やパンを販売。
菓子の製造も店舗内で行っている。なお、店舗で販売されるパンの製造は、リクローの子会社の株式会社プローバーが担当している。
「焼きたてチーズケーキ」というスフレタイプのチーズケーキが主力商品である。特徴としてチーズケーキの底の部分にはレーズンが入っている。

## 沿革
創業者西村陸郎が1956年に、大阪市西成区新開通（現在の西成区千本北2丁目、本部事務局所在地）で、菓子店「千鳥屋」を設立したことに始まる。
1966年には岸里駅前、1984年には大阪市住之江区の北加賀屋駅前に出店すると同時に、主力商品となる焼きたてチーズケーキの販売も開始した。
1975年には株式会社千鳥屋となり、その後1985年に株式会社西村千鳥屋に、1991年4月に株式会社リクローに改称している。
1979年には関連店としてパン店「プローバー」を西成区千本中に設立。「プローバー」は、1989年に独立の会社組織となったが、1999年に岸里駅前店を「りくろーおじさんの店 岸里新本店」と改称し、「プローバー」の店舗を統合した。
1989年には難波に進出し、なんば本店を開業（2014年4月、戎橋筋に移転）。その後、梅田やあびこ、住之江公園など大阪市内各地へ出店した。
2008年には大阪府外初の店舗として、そごう神戸店にも出店したが2014年3月31日に閉店した。2015年9月9日には茨木市の彩都に初の大型近郊型店舗を開業した。
近年はSweets Boxで催事出店したり、天王寺駅や新大阪駅の「アントレマルシェ」に出店するなど、小型店舗の展開も進めている。